# کاروان

یک کاروان ایرانی (اثر والتر میتل‌هولتسر در ۱۳۰۳ خورشیدی)

راه کاروان‌رو میان تهران و قزوین - عکس از ارتفاع ۱۰۰۰ متری (اثر والتر میتل‌هولتسر در ۱۳۰۳ خورشیدی)

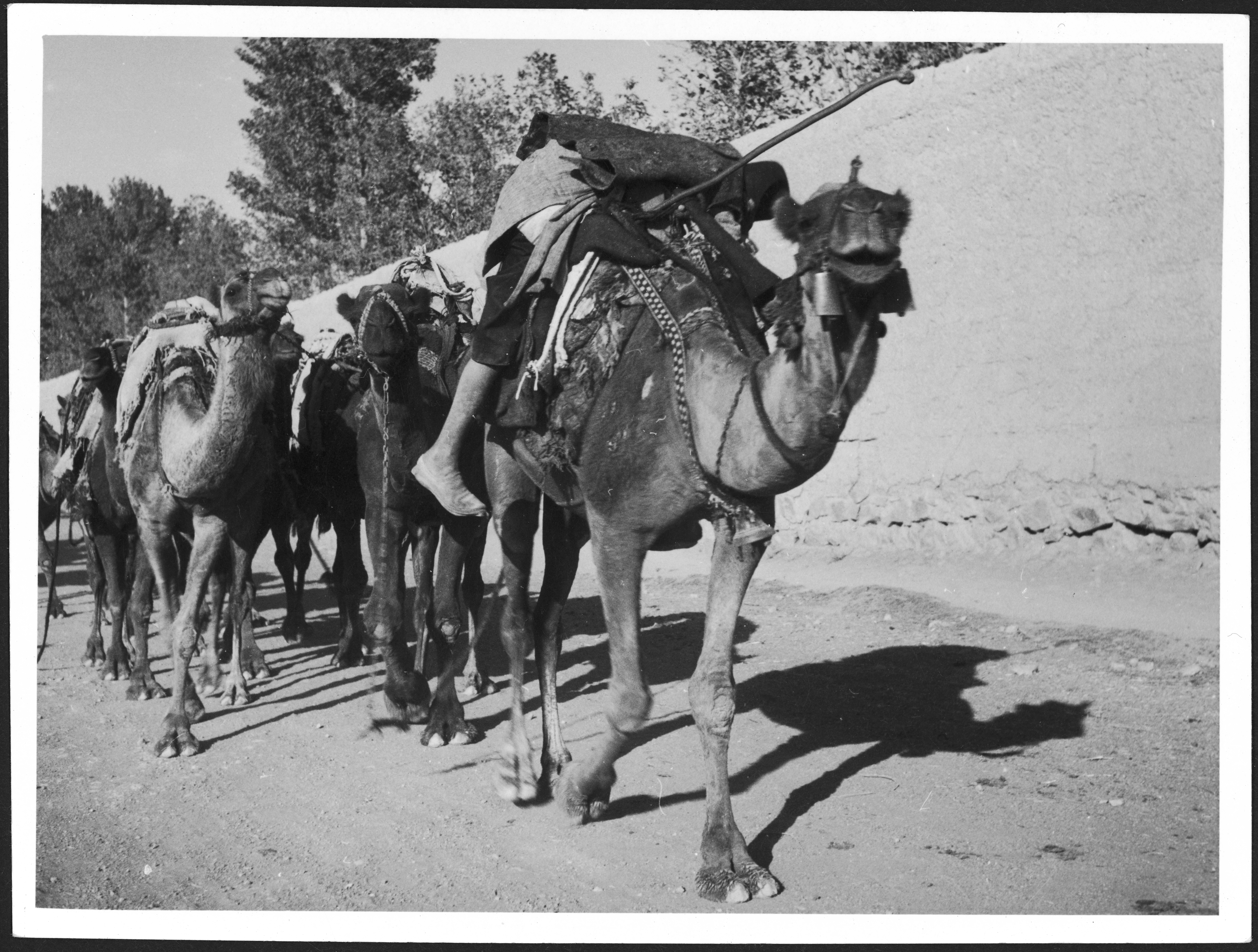
یک کاروان شتر با بار در حال حرکت، ایران (عکس از آنه ماری شوارتسنباخ، ۱۳۱۲ خورشیدی)

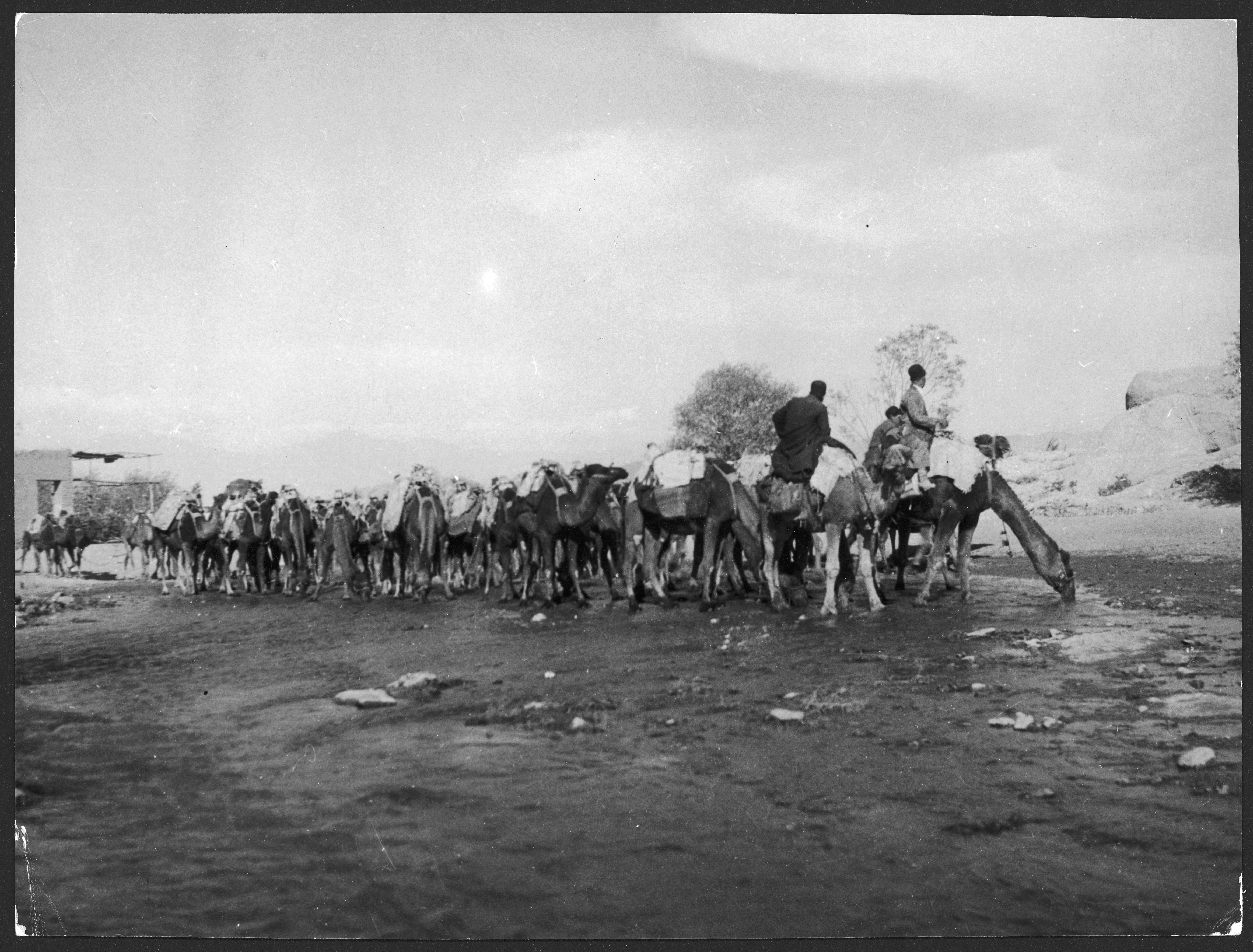
یک کاروان در حال حرکت از تهران به ورامین (۱۳۱۴)

کاروان کلمه ای است که در زبان های فارسی و کُردی مشترک می باشد. این کلمه در مناطق کُردنشین به عنوان اسم پسر به کار برده می شود.
کاروان کلمه ای مشتق بوده و ساختار آن به صورت زیر است:
کاروان = کاره + وان(بان) به معنی: آنچه سپاهیان آن را پاس می دارند، رهبر سپاه.
توضیحات تکمیلی: به گفته دکتر جلال الدین کزّازی این طور می نماید که کاروان یک اسم مشتق می باشد که اجزای آن عبارتند از: کارَ(kara)+ وان . که معنی اجزای تشکیل دهنده به صورت زیر می باشند: 
-کاره (kara) =در پارسی باستان به معنی ((سپاهی،نیروی سپاه)) می باشد و در کلماتی مانند کارزار(=نبرد،جنگ) نیز هست، همچنین در زبان کُردی در کلماتی مانند ((کس و کار= طایفه و خویشاوندان)) وجود دارد)
-وان = (عوض شده تک واژه ((بان)) در پارسی) می باشد.
بر این پایه، " کاروان "در بنیاد به معنی" آنچه سپاهیان آن را پاس می دارند" می تواند باشد و این نام شاید از آن روی بر آن نهاده شده است که در گذشته پاسدارانی با کاروان همراه بوده اند و آن را از گزند راهزنان پاس می داشته اند. 
همچنین واژه ی" کاره" در سنگ نبشته داریوش بزرگ در بیستون به کار رفته است.
(( چو آن کودک خرد پرمایه گشت      بر آن کوه بر کاروان ها گذشت ))
همچنین معنی دیگری که برای این کلمه در نظر می گیرند به این صورت می باشد که چون در لغت اوستایی کار به معنای مردمان است، بر این اساس کاروان (کاربان) یعنی حرکت گروهی از مردمان.
با توجه به معنی دوم کاروان بر اساس لغت اوستایی ((کار)) این کلمه بعدها به معنای امروزی و رایج آن درآمد. یعنی دسته‌ای از مسافران که معمولا با قصد تجارت باهم سفر می‌کنند. کاروانیان در مناطق بیابانی به خصوص در جاده ابریشم برای ایمن ماندن از راهزنان، گروهی حرکت می‌کرده‌اند.